# Jean-Marc Agrati
Œuvres principales
- Le chien a des choses à dire, (24 nouvelles 2004).
- Un éléphant fou furieux, (10 nouvelles 2005)
- Ils m’ont mis une nouvelle bouche, (nouvelles 2008)
- L'Apocalypse des homards, (nouvelles et shots 2011).

Jean-Marc Agrati, né le 11 février 1964, est poète et auteur de nouvelles français.
Il commente ainsi la différence entre les deux genres, poésie et nouvelle :

« La nouvelle est un espace confiné où chaque image résonne d’un bout à l’autre de l’histoire. La vision, l’élimination et la recherche de la cohérence y sont fondamentales. Comme dans la construction d’un poème. Quelle est la différence entre une nouvelle ultra-courte et un poème en prose ? En grande partie, la revendication de l’auteur. Est poème ce que l’auteur déclare comme tel. »

Le style franc de Jean-Marc Agrati peut être comparé à celui de Charles Bukowski ou de John Fante, à la (grande) différence près que, chez lui, il y a une présence systématique d'un élément fantastique fort, rendant possible sa « classification » dans le vaste domaine des littératures de l'imaginaire.  
Il a publié chez les éditions Hermaphrodite, La Dragonne et Dystopia.

## Œuvres

### Recueils de nouvelles
- Le chien a des choses à dire, éd. Hermaphrodite, 2004.
- Un éléphant fou furieux, La Dragonne, 2005. [présentation en ligne]
- Ils m’ont mis une nouvelle bouche, éd. Hermaphrodite, 2008.
- L'Apocalypse des homards, éd. Dystopia, 2011. [présentation en ligne]

### Nouvelles en ligne
- À la verticale d’une immense poubelle (nouvelle 2004 ) sur le site des éditions Hermaphrodite. [lire en ligne]
- Zéro humain (nouvelle 2004) sur le site des éditions Hermaphrodite. [lire en ligne]
- On foutait que dalle (nouvelle 2004) sur le site des éditions Hermaphrodite. [lire en ligne] et en podcast audio (2007) sur Utopod. [lire en ligne]
- Le Démon de l'ennui (nouvelle 2008) sur le site des éditions Hermaphrodite. [lire en ligne]
- Peter Pan (nouvelle 2008) sur le site de La Spirale.org. [lire en ligne]
- Le Punisseur, nouvelle du recueil L'Apocalypse des homards, publiée par la revue Angle mort. [lire en ligne]